# Mélanie de Jesus dos Santos
Mélanie Johanna de Jesus dos Santos (Schœlcher, 5 de março de 2000) é uma ginasta artística francesa que competiu nos Jogos Olímpicos de Verão de 2020. Internacionalmente, ela é a campeã europeia geral de 2019, duas vezes campeã europeia no solo (2018 e 2019) e a campeã europeia de 2021 na trave de equilíbrio.

## Vida pessoal
De Jesus dos Santos nasceu em Martinica. Seu pai é português e sua mãe é martinicana. Ela tem duas meias-irmãs que moram em Portugal com o pai. Ela fala francês, inglês e crioulo-martinicano.

## Carreira

### 2017
No Campeonato Europeu de Ginástica Artística de 2017, em Cluj-Napoca, Roménia, ela se classificou para duas finais: individual geral e barras assimétricas. Ela terminou em terceiro no geral, atrás de Ellie Downie, da Grã-Bretanha,e Zsófia Kovács, da Hungria. A última ginasta francesa a ganhar uma medalha geral no Campeonato Europeu foi Marine Debauve em 2005.
No Campeonato Mundial de Ginástica Artística de 2017, em Montreal, ela terminou em quinto no individual geral.

### 2018
Em agosto de 2018, ela participou do Campeonato Europeu de Ginástica Artística, em Glasgow. A equipe francesa ganhou uma medalha de prata na final por equipes, terminando atrás das russas e à frente das holandesas. Mélanie se classificou para duas finais de eventos, terminando em sexto lugar na viga e ganhando o ouro no chão.

### 2019
Para Campeonato Europeu de Ginástica Artística de 2019, Mélanie foi selecionada para competir ao lado de Marine Boyer, Lorette Charpy e Colline Devillard, lá venceu a campeã europeia de 2017 Ellie Downie. Durante as finais, defendeu com sucesso seu título no solo e ganhou uma prata na trave de equilíbrio atrás de Alice Kinsella, da Grã-Bretanha.
Em 3 de setembro, Jesus dos Santos foi nomeada para a equipe para competir no Campeonato Mundial de Ginástica Artística de 2019, em Stuttgart, Alemanha, ao lado de Lorette Charpy, Marine Boyer, Coline Devillard e Aline Friess. Mélanie liderou a equipe francesa a se classificar para a final de equipes em quarto lugar, atrás dos Estados Unidos, República Popular da China e Rússia.

### 2021
De Jesus dos Santos se tornou a primeira francesa a se tornar campeã na trave de equilíbrio no Campeonato Europeu de Ginástica Artística de 2021.
Nos Jogos Olímpicos de Verão de 2020, ao lado de Marine Boyer, Aline Friess e Carolann Héduit conseguiram o sexto lugar na final por equipes.